# カナガ山
カナガ山 (Mount Kanaga) はアラスカ州アリューシャン列島カナガ島北部にある成層火山。カルデラの内部に位置し、カナトン尾根の南とカナガ山の東で弧を描く。火山湖がカルデラ底の一部を占める。頂上には噴気孔のクレーターがある。
アダック島のアメリカ海軍の軍事施設及び港から西に約25 kmに位置する。火山は1994年に断続的に多数噴火し、 アダックの街に火山灰をもたらした。　

## 画像

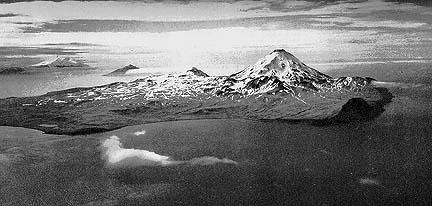
アメリカ海軍による1952年撮影のカナガ島の航空写真。
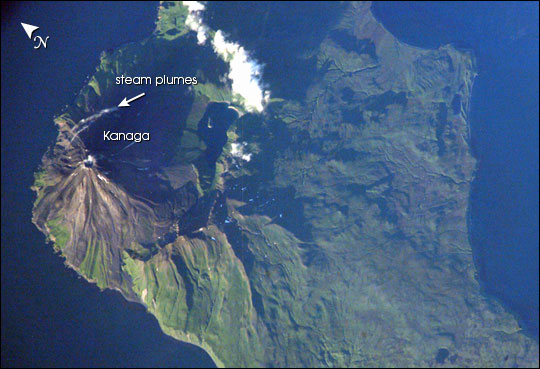
宇宙から見たカナガ山とカナガ島
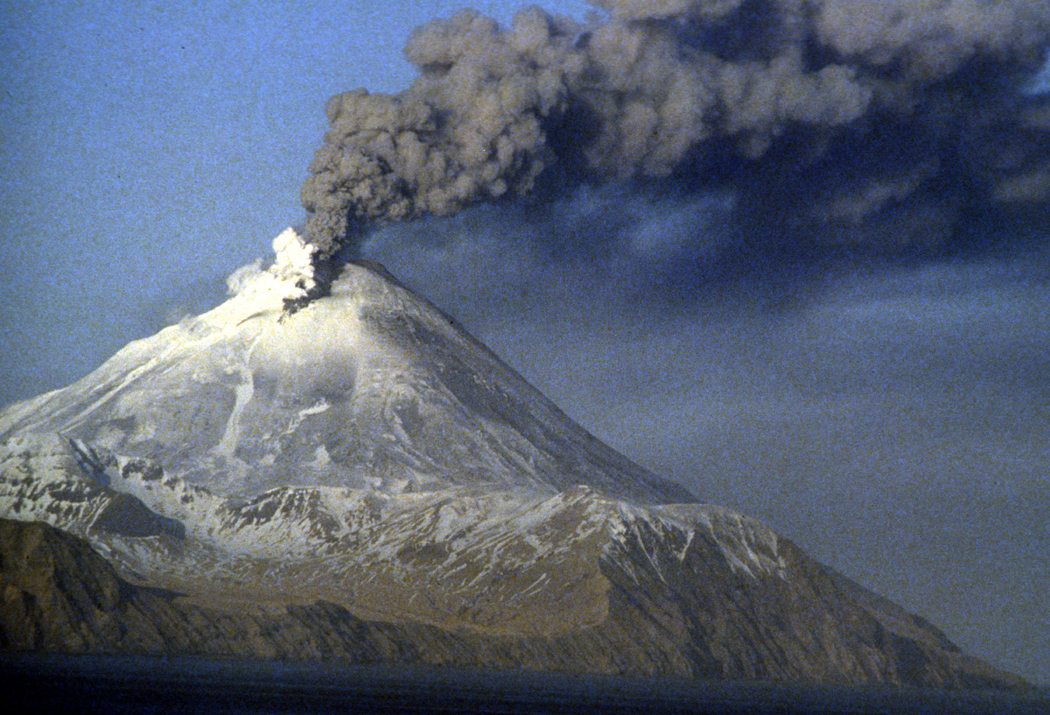
カナガ山

## 参考
- “Kanaga”. Global Volcanism Program. Smithsonian Institution. {{cite web2}}: Cite webテンプレートでは|access-date=引数が必須です。 (説明)
- Volcanoes of the Alaska Peninsula and Aleutian Islands-Selected Photographs
- Alaska Volcano Observatory